# Manavgat (district)
Manavgat is een Turks district in de provincie Antalya en telt 226.1394 inwoners (2019). Het district heeft een oppervlakte van 2248,6 km². Hoofdplaats is Manavgat.
De bevolkingsontwikkeling van het district is weergegeven in onderstaande tabel.
| 1997    | 2000    | 2007    | 2019    |
| ------- | ------- | ------- | ------- |
| 167.468 | 199.385 | 165.114 | 226.394 |